# Regulus regulus
El reyezuelo sencillo (Regulus regulus) es el ave paseriforme más pequeña de Europa: mide 9 cm de longitud y 14 cm de envergadura, con un peso de entre 5 y 6 g. Suele verse en las ramas bajas de los árboles, en las que come; se le reconoce por su tono marrón verdoso, con una banda negra con centro amarillo en la coronilla.
Su reclamo es silbante, muy insistente; el canto, muy agudo, rápido y modulado, con florituras terminales.
Su nido, en forma de taza pequeña, es de musgo y líquenes; pone siete u ocho huevos en dos nidadas, de abril a julio.
Se alimenta de pequeños insectos y arañas, entre el follaje y en el suelo.
Cría en casi toda Europa, salvo en el norte de Escandinavia, Islandia y la parte sur de la Europa mediterránea. Su hábitat son los bosques, especialmente de coníferas, entre 800 y 2200 m s. n. m.; los invernantes descienden incluso hasta la costa.

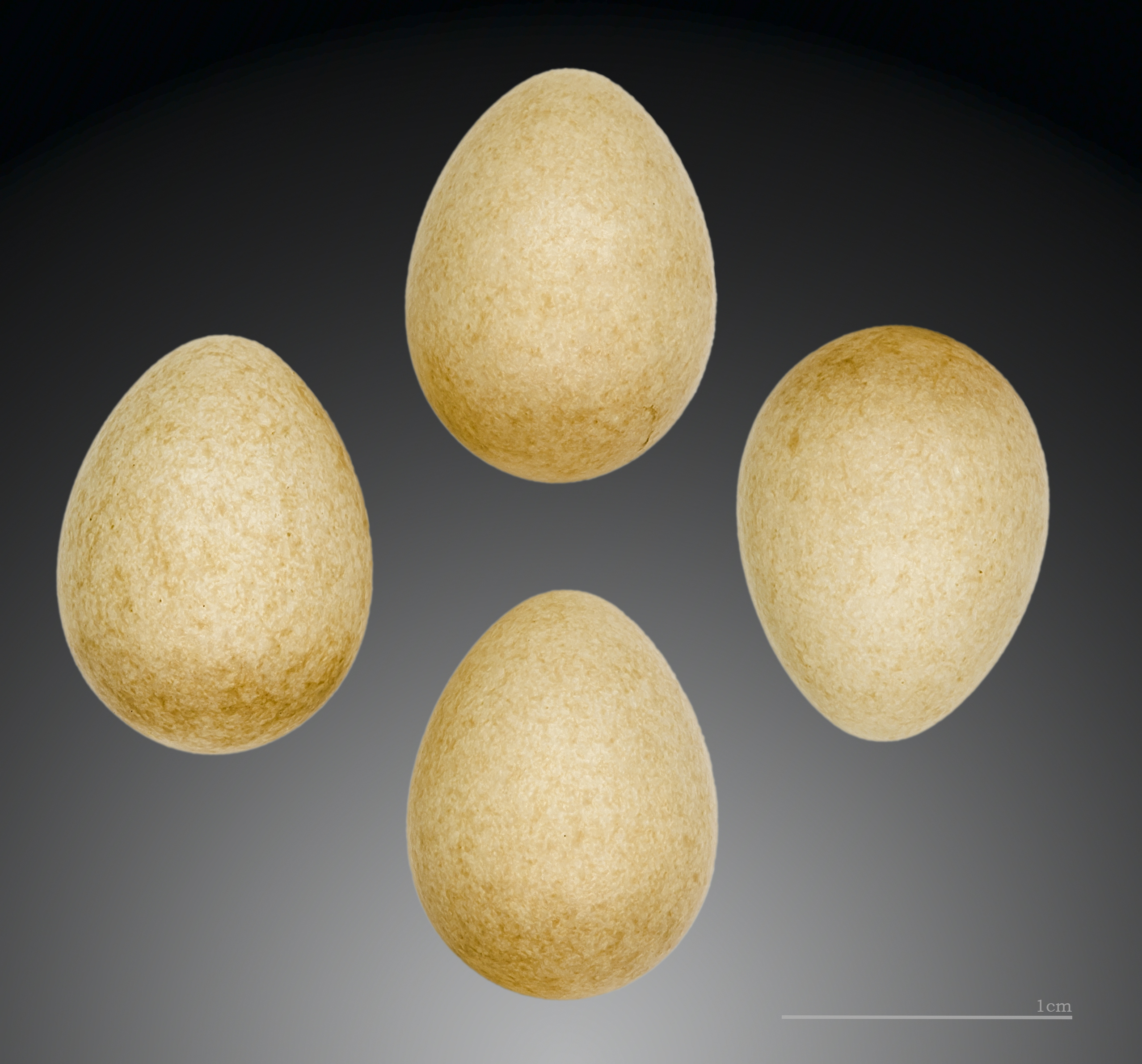
Regulus regulus regulus
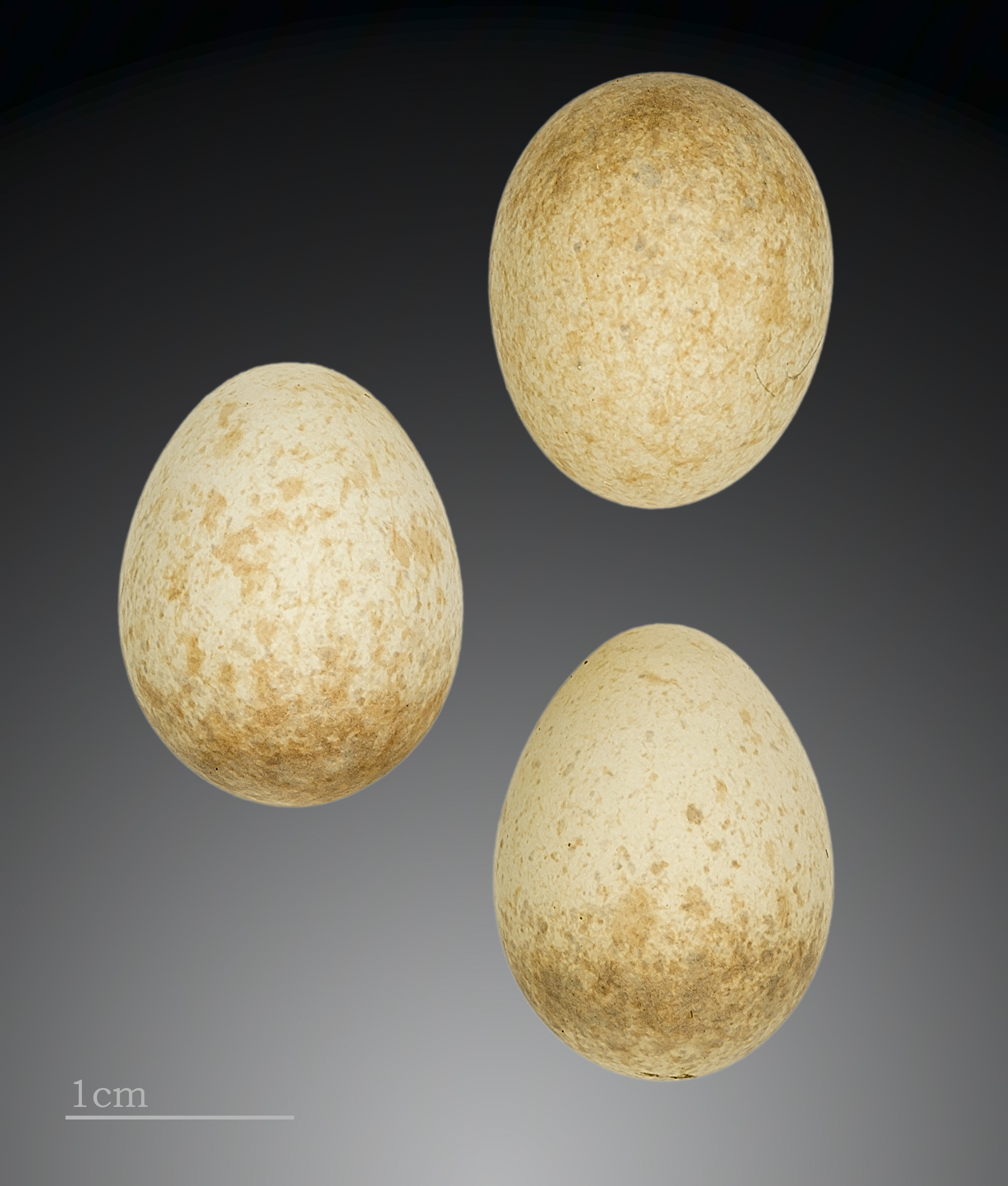
Regulus regulus azoricus
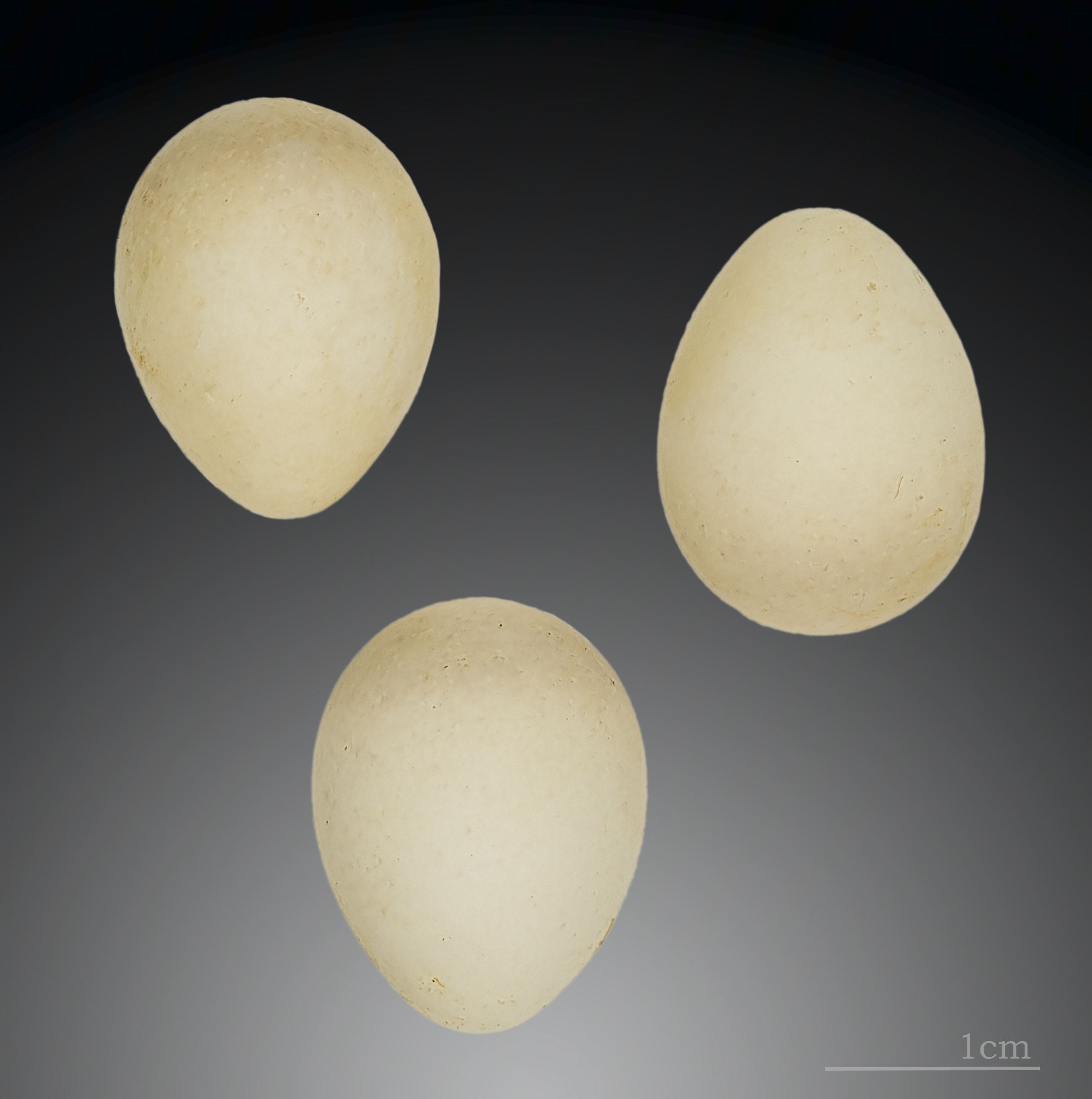
Regulus regulus inermis
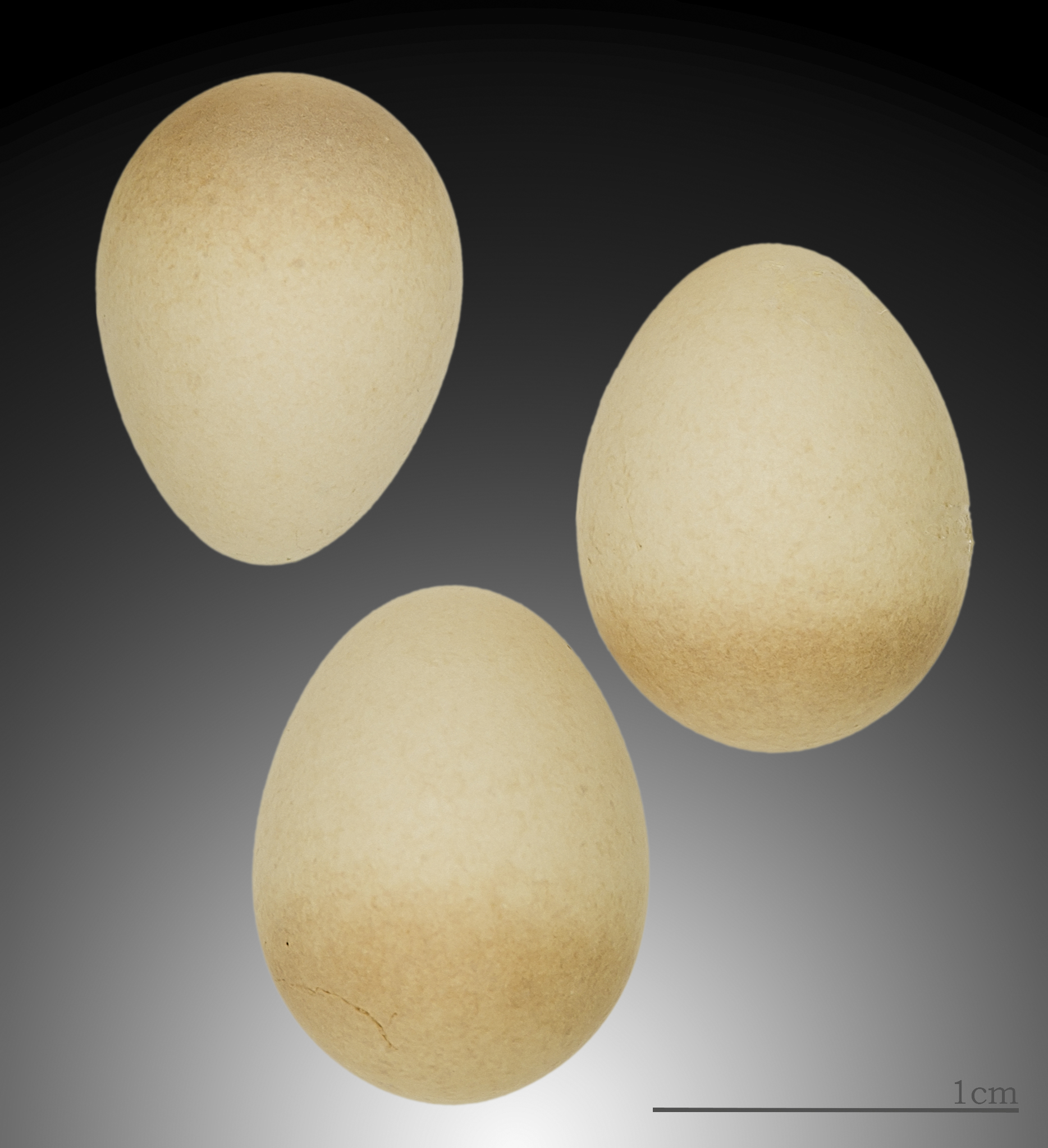
Regulus regulus teneriffae